# آلفونس پاژور
آلفونس پاژور (کرواتی: Alfons Pažur; ۱۳ مارس ۱۸۹۶ – ۲۶ مارس ۱۹۷۳) بازیکن فوتبال اهل یوگسلاوی بود.
از باشگاه‌هایی که در آن بازی کرده‌است می‌توان به باشگاه فوتبال کنکوردیا اشاره کرد.
وی همچنین در تیم ملی فوتبال یوگسلاوی بازی کرده‌است.